# Katharina von Griechenland
Katharina von Griechenland und Dänemark (im Vereinigten Königreich auch Lady Katharine Brandram, * 21. Apriljul. / 4. Mai 1913greg. in Athen; † 2. Oktober 2007 in London) war eine griechische Prinzessin, sie wurde als sechstes und jüngstes Kind von König Konstantin I. und dessen Gemahlin Sophie von Preußen geboren. Sie war die letzte überlebende Urenkeltochter der britischen Königin Victoria.

## Dynastische Beziehungen
Als Tochter der griechischen Königin Sophie war sie auch Enkelin der Kaiserin Friedrich sowie Urenkelin von Queen Victoria. Zudem waren alle ihre fünf Geschwister Monarchen: Ihre drei Brüder Alexander, Georg II. und Paul waren hintereinander Könige von Griechenland, ihre Schwester Helena wurde Königin von Rumänien und ihre zweite Schwester Irene war kurzfristig Titular-Königin von Kroatien. Sie war die Tante des letzten griechischen Königs Konstantin II., des letzten rumänischen Königs Michael, der letzten jugoslawischen Königin Alexandra sowie der spanischen Königin Sophia. Sie war die Cousine 1. Grades von Philip Mountbatten, Duke of Edinburgh.

## Leben als griechische Prinzessin

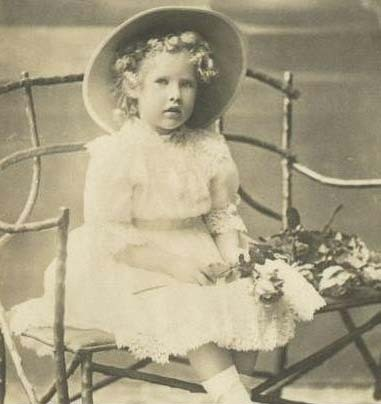
Katharina als Vierjährige

Katharina wurde im Königlichen Palast von Athen geboren, nur wenige Wochen nachdem ihr Großvater König Georg I. ermordet wurde. Bei ihrer Taufe wurde sie Patenkind aller Mitglieder der griechischen Armee und Marine. Ihr Vater dankte 1917 ab, ihr Bruder Alexander folgte ihm als König. Katharina ging mit ihren Eltern ins Exil in die Schweiz. Nach Alexanders Tod im Jahre 1920 wurde ihr Vater wieder eingesetzt und kehrte nach Griechenland zurück. Zwei Jahre später dankte er erneut ab und die Familie ging diesmal nach Sizilien, wo ihr Vater ein Jahr später verstarb. Man zog nun nach Florenz. Ihr Bruder Georg II. regierte seit 1922 als griechischer König, wurde jedoch 1924 gestürzt. Katharina begann in Florenz zu malen, wurde von englischen Gouvernanten erzogen und verbrachte auch einige Jahre an englischen Schulen. Nach dem Tod ihrer Mutter im Jahre 1932 bewohnte sie die florentinische Villa Sparta zusammen mit ihrer Schwester Helena. 1934 war sie zusammen mit der späteren britischen Königin Elisabeth II. Brautjungfer ihrer Cousine Marina von Kent in der Westminster Abbey.
1935 wurde in Griechenland die Monarchie wieder eingeführt und ihr Bruder Georg II. wurde erneut König. Katharina kehrte nach Griechenland zurück. Während des Zweiten Weltkriegs war sie beim griechischen Roten Kreuz, 1941 floh sie zusammen mit ihrem Bruder Paul, dessen Frau Friederike und deren Kindern sowie ihrer Schwägerin Aspasia mit deren Tochter Alexandra, in einem Flugzeug nach Südafrika, wo sie in Kapstadt weiterhin als Krankenschwester diente. Die Familie lebte in einem fünfräumigen Bungalow und kochte selbst. 1946 kehrte sie über Ägypten auf der SS Ascania nach England zurück. An Bord traf sie Major Richard Brandram (5. August 1911 – 5. April 1994), einen Offizier der königlich britischen Artillerie.

## Heirat und Leben nach ihrer Vermählung

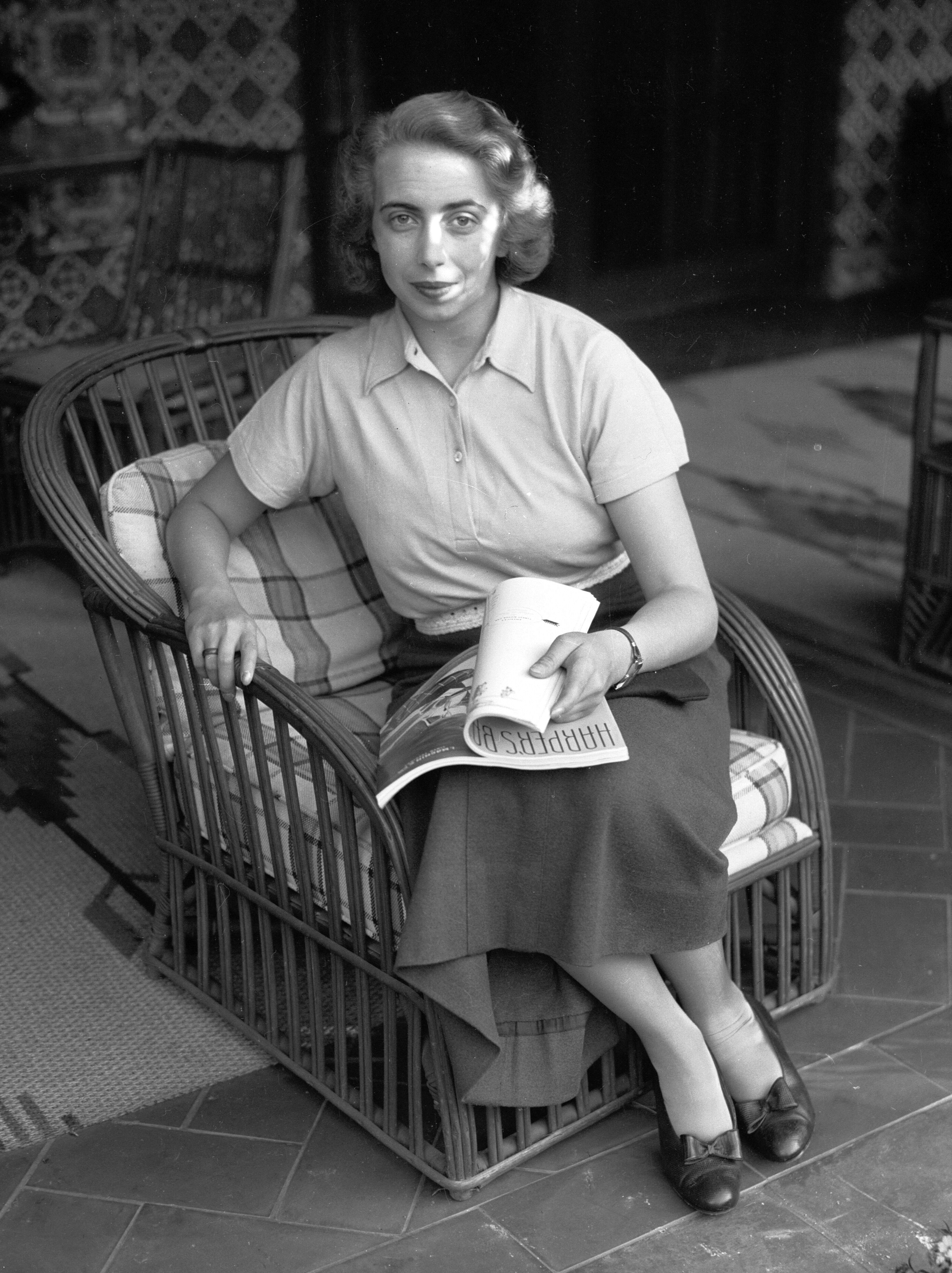
Katharina von Griechenland (1934)

Drei Jahre nach ihrer Ankunft in England verlobte sie sich im Geheimen mit Richard Brandram, am 21. April 1947 fand die Vermählung (anglikanisch und orthodox) im Königlichen Palast von Athen statt. Ihr Bruder Georg starb nur drei Wochen vor der Hochzeit, ihr Bruder Paul folgte ihm als König. Katharina begleitete ihren Gatten an seinen Armeeposten nach Bagdad. Drei Jahre später übersiedelte das Paar nach England, zuerst an den Eaton Square, später nach Marlow. Der britische König Georg VI. gestattete ihr 1947 durch Royal Warrant of Precedence den protokollarischen Rang der Tochter eines Duke, verbunden mit dem Höflichkeitsprädikat Lady. Sie behielt in Griechenland gleichwohl den Titel einer „Prinzessin von Griechenland und Dänemark“. Am 1. April 1948 wurde das einzige Kind des Paares, Richard Paul George Andrew Brandram, geboren.
1994 verstarb ihr Gatte Richard und Katharina verbrachte die letzten Lebensjahre zurückgezogen, umsorgt von einer Krankenschwester. Ihre letzten öffentlichen Auftritte waren bei der Vermählung des griechischen Kronprinzen Paul im Jahre 1995, wo sie bereits im Rollstuhl erschien, sowie beim 80. Geburtstag ihres Cousins Philip Mountbatten, Duke of Edinburgh, im Jahre 2001. Nach dem Tod von Infanta Beatriz von Spanien im Jahre 2002 war sie die letzte überlebende Urenkelin der britischen Queen Victoria.
Prinzessin Katharina starb am 2. Oktober 2007 im Alter von 94 Jahren. Sie wurde auf dem Königlichen Friedhof von Tatoi beigesetzt. Bei ihrem Begräbnis war die griechische Königsfamilie, das spanische Königspaar und Kronprinz Alexander von Jugoslawien anwesend.